# Русская духовная миссия в Корее
Ру́сская духо́вная ми́ссия в Коре́е (Российская духовная миссия в Корее, Корейская духовная миссия) — территориально-административное учреждение Русской православной церкви на территории Кореи, существовавшее в период с 1897 по 1949 год. В различные периоды находилась в подчинении различных архиерейских кафедр.

## История
Духовная миссия в Корее была учреждена указом Святейшего синода от 2—4 июля 1897 года. В её задачу входило попечение о русских православных, проживающих на Корейском полуострове, а также проповедь православия среди местного населения. Новоучреждённая Корейская миссия находилась в ведении Санкт-Петербургской епархии. Определённую роль в создании миссии сыграл факт массового переселения корейцев в конце XIX — начале XX веков на территорию Российской империи.

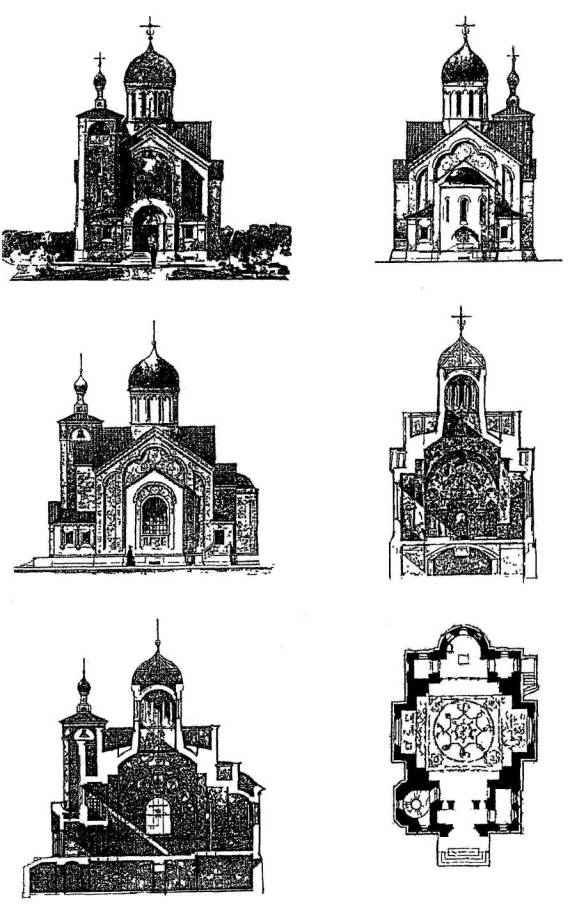
Проект русского посольского храма в Сеуле (1904)

В январе 1897 года в Сеуле проживали около 120 русских служащих и 30 православных российских корейцев.
В 1898 году был приобретён земельный участок в Сеуле, в районе Динг-Донг. Однако первый состав миссии из трёх человек, включая будущего священномученика архимандрита Амвросия (Гудко), иеродиакона Николая (Алексеева) и псаломщика Красина, при попытке проехать в Корею не был пропущен через границу.
В 1900 году после улучшения отношений с правительством Кореи второй состав миссии в лице архимандрита Хрисанфа (Щетковского) с псаломщиком получил разрешение на основание церкви при Русском посольстве.
В 1901 году началось строительство дома для миссионеров, колокольни, дом для переводчиков, здание школы с комнатами для преподавателей и подсобные помещения.
17 апреля 1903 года состоялось торжественное освящение церкви в честь святителя Николая Чудотворца (Чон-дон) в центре Сеула.
В 1904 году гражданский инженер Василий Косяков разработал проект русского храма при дипломатической миссии России в Сеуле, но из-за начавшейся Русско-японской войны строительство церкви было отложено, а архимандрит Хрисанф вместе с сотрудниками миссии вынужден был уехать в Шанхай, а затем в Россию, передав имущество миссии французскому посольству «на сохранение».
С 1906 года руководителем миссии стал архимандрит Павел (Ивановский). Он развернул активную деятельность, открыл 7 школ на 220 мест для корейских детей, несколько молитвенных домов, вместе с переводчиком перевёл на корейский язык молитвослов, часослов и иную богослужебную литературу.
С 1908 года миссия находилась в ведении Владивостокской епархии.
К началу 1917 года, кроме церкви в Сеуле, Корейская миссия имела пять приходов в провинции с несколькими сотнями христиан-корейцев. С момента японской оккупации Кореи значительно осложнилась деятельность церкви.
2 декабря 1922 года Временный Архиерейский синод РПЦЗ постановил «поручить Российскую духовную миссию в Корее архиепископскому ведению начальника Российской духовной миссии в Японии высокопреосвященнейшего Архиепископа Сергия».
В 1936 году было организовано строительство церкви-часовни в Омпо (Северная Корея).
В 1944 году миссия перешла в ведение Харбинской и Восточно-Азиатской епархии.
После окончания Второй мировой войны указом патриарха Московского и всея Руси Алексия I от 27 декабря 1945 года было подтверждено пребывание миссии в ведении Московского патриархата.
В 1948 году Японская православная церковь перешла в подчинение Американской метрополии, возглавлявший Корейскую миссию архимандрит Поликарп (Приймак) был арестован корейскими властями и выслан в Северную Корею. Управление миссией перешло к священнику из Кореи Алексию Ким Ли Хану.
Во время Корейской войны 1950—1953 годов Алексий Ким Ли Хан был депортирован как «коммунистический шпион» в Северную Корею, где бесследно исчез.
В 1953 году греческий архимандрит Андрей (Халкиопулос) (греч. Αρχιμ. Ανδρέας Χαλκιόπουλος) в Южной Корее приступил к реорганизации существующего прихода в Сеуле. 24 или 25 декабря 1955 года сохранившиеся приходы, не имевшие в те годы возможности контактов с Русской православной церковью провели съезд, где было принято решение войти в состав Американской архиепископии Константинопольского патриархата.

## Начальники

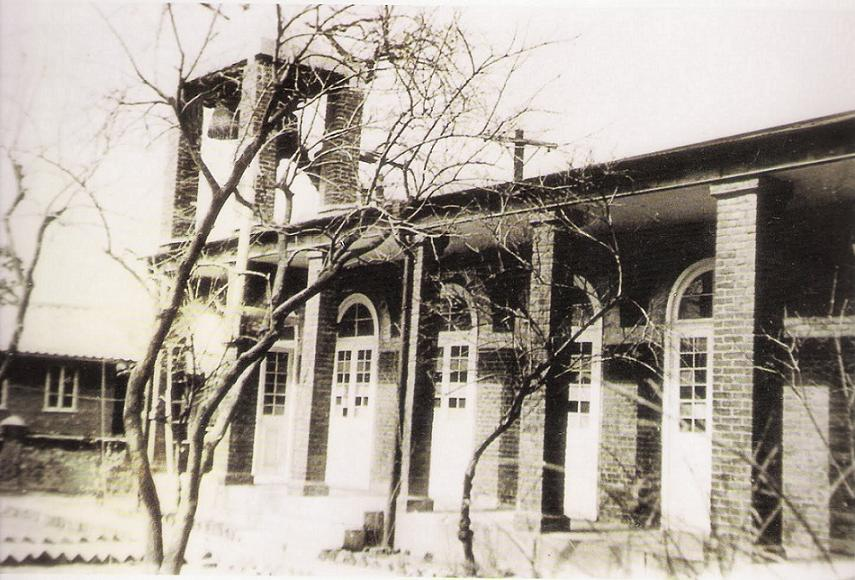
Церковь свт. Николая в Сеуле

- Амвросий (Гудко) (июль 1897—1899), архимандрит
- Хрисанф (Щетковский) (7 сентября 1899—1904), архимандрит
- Павел (Ивановский) (1904—1912), архимандрит
- Иринарх (Шемановский) (1912—1914), архимандрит
- Владимир (Скрижалин) (1914—1917), игумен
- Палладий (Селецкий) (1 июня — сентябрь 1917), иеромонах
- Феодосий (Перевалов) (1917—1930), архимандрит
- Сергий (Тихомиров) (1930—1941), митрополит Токийский
  - Александр Чистяков (1931—1935), священник, заведующий
  - Поликарп (Приймак), (15 марта 1936 — 8 октября 1941), архимандрит, заведующий
- Поликарп (Приймак), (8 октября 1941 — 29 июня 1949), архимандрит

В ведении русской «Американской митрополии»
- Алексий Ким (октябрь 1948 — сер. 1950), священник
- Борис Мун (10 января 1954 — 24/25 декабря 1955), священник